# Pierre Petit (enginyer)
Pierre Petit   (Montluçon, 8 de desembre de 1594 - Lagny-sur-Marne, 20 d'agost de 1677) va ser un astrònom i matemàtic francès.

## Vida i obra
Petit va néixer a Montleçon, fill d'un funcionari local, el 1594 (alguns autors diuen 1597 o 1598). Després d'estudiar a la seva vila natal, va entrar també al funcionariat públic, essent contrôleur de l'election de la seva ciutat. El 1633 va marxar a París on va ser nomenat Comissari Provincial d'Artilleria per Richelieu i el 1649 va esdevenir Intendent General de Fortificacions.
Tot i que Descartes el considerava un xarlatà, per les seves crítiques materialistes i atees al pensament cartesià, Petit va ser força actiu en els cercles científics parisencs i entorn del cercle de Mersenne.
Gran admirador de Huygens, el 1664 li va adreçar una carta interessant-se per la llanterna màgica, arrel d'una demostració que va fer a París el físic danès Thomas Walgenstein, anomenant l'artefacte com la llanterna de por.
Però els seus treballs més interessants van der sobre els cometes: A instàncies de Lluís XIV, qui volia erradicar tota superstició sobre el tema, va publicar la Dissartation sur la nature des cométes, en contra de qualsevol creença irracional sobre els cometes. Tot i així, Petit creia que els cometes netejaven els cels de la matèria bruta emesa pels altres astres. Tan ell com Adrien Auzout, creien que els cometes eren objectes celestes permanents que es movien en circuits tancats i, per tant, subjectes a retorns periòdics.